# Tenture des Maisons Royales
Tenture des Mois

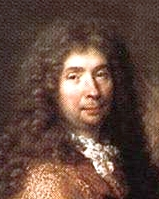
Charles Le Brun par Nicolas de Largillierre, détail. Peint en 1686, trois ans après l'achèvement de la Tenture des Maisons Royales. Conservé au musée du Louvre.

La tenture des Maisons Royales, ou tenture des Mois, est une série de douze tapisseries réalisée par la manufacture des Gobelins d'après les cartons de Charles Le Brun, exécutée entre 1665 et 1683, représentant chacune un mois de l'année et une résidence royale de Louis XIV.
Huit  tapisseries d'entrefenêtres complètent l'œuvre. Aux côtés de Le Brun, sept peintres ont participé à la réalisation de l'ensemble: Guillaume Anguier (1628-1708), Pieter Boel, Jean Garnier, Abraham Genoels, Adam François van der Meulen, Jean-Baptiste Monnoyer et Baudouin Yvart, chacun réalisant les parties relevant de sa spécialité (fleurs, fruits, animaux, oiseaux,éléments d’architectures, paysages, animaux, instruments de musique, ornements divers …).
En 1722, plusieurs tapisseries, des tentures et des entrefenêtres, ont servi d’ornement lors du sacre de Louis XV.
L'ensemble des pièces faisant partie du Mobilier national, cinq grandes tapisseries et dix entrefenêtres sont déposés au château de Pau en 1853-1854 pour le décor des salles, mais ils ne sont pas exposés en permanence.
La tapisserie du mois de janvier a été tissée en huit exemplaires par la manufacture, dont l’un d’eux, n'appartenant pas au Mobilier national, a été vendu aux enchères en 2019.

## Description
La tenture est composée de douze tapisseries, que complètent  huit  entrefenêtres, a été réalisée par la manufacture des Gobelins entre 1668 et 1683. Les cartons sont de Charles Le Brun (dix-neuf) et de Adam François van der Meulen (un):

« Cette tenture, conçue par Le Brun comme une exaltation de la gloire de Louis XIV, est constituée de douze grandes tapisseries correspondant aux mois de l’année associés aux signes du zodiaque et de huit entrefenêtres de plus petit format. Quatre entrefenêtres étaient de simples réductions des grandes pièces, des modèles originaux furent créés pour les quatre autres. C'est le cas, par exemple, du château vieux de Saint-Germain dont Van der Meulen réalisa le carton et où seuls des animaux (chevreuil, ocelot) furent repris de la grande tapisserie du mois de mai. »

Les pièces représentant les mois de l’année sont encadrées dans un motif d’architecture composé de deux colonnes et d’un pilastre de chaque côté (soit en tout quatre colonnes et deux pilastres), reliés en bas par une balustrade, et en haut par des guirlandes (de fleurs, de fruits, d’étoffes…). L’ensemble est surmonté d’un entablement, au milieu duquel figurent les armoiries royales au dessus d’un médaillon avec un signe du zodiaque. Devant la balustrade, il y a différents animaux de la ménagerie royale de Versailles, des pièces d’orfèvrerie et derrière sont placés divers personnages (hommes, femmes , enfants),. Les  historiens n’ont pu établir avec certitude qu’il existe des liens entre les mois de l’année et les lieux représentés, où se déroulaient les fêtes et les chasses royales.
Les matériaux utilisés sont: la laine, la  soie et le  fil d'or, tissés suivant les techniques basse-lisse et haute-lisse. Les dimensions sont variables.
- Grandes tapisseries: 6,68 x 4,10 m  (la plus grande, «Mois de mai»)); 5,05 x 3,20 m (la plus petite «Mois de novembre»);
- Entrefenêtres: entre 3 et 3,20 m (hauteur) et 1,50 et 3,15 m (largeur).

### Tapisseries des douze mois
|  | - I. Janvier — Représentation d'un l'Opéra au palais du Louvre, signe du verseau, 6,50 x 4 m.                          |
|  | - II. Février — Un Ballet dansé par le Roy au Palais-Royal, signe des poissons, 5,20 x 3,20.                           |
|  | - III. Mars — Le Roy à la chasse, château de Madrid, signe du bélier, 5,10 x 3,28 m.                                   |
|  | - IV. Avril — Une Promenade du Roy au château de Versailles, signe du taureau, 6,54 x 4,14 m.                          |
|  | - V. Mai — Le Roy à la promenade avec les dames au château de Saint-Germain-en-Laye, signe des gémeaux, 6,68 x 4,10 m. |
|  | - VI. Juin — Le Roy à la chasse au château de Fontainebleau, signe du cancer, 6,50 x 4,20 m.                           |
|  | - VI. Juillet — Une Chasse du Roy au château de Vincennes, signe du lion, 7,32 x 3,30 m.                               |
|  | - VIII. Août — Une Chasse du Roy au château de Mariemont, signe de la vierge, 6,35 x 4 m.                              |
|  | - IX. Septembre — Une Marche du Roy au château de Chambord, signe de la balance, 6,60 x 4,05 m.                        |
|  | - X. Octobre — Une Promenade du Roy au palais des Tuileries, signe du scorpion, 6,38 x 3,94 m.                         |
|  | - XI. Novembre — Une Promenade du Roy au château de Blois, signe du sagittaire, 5,05 x 3,20 m.                         |
|  | - XII. Décembre — Le Roy à la chasse , château de Montceaux, signe du capricorne, 6,63 x 4,03 m.                       |

### Entrefenêtres
Comme son nom l’indique, un «entrefenêtre » désigne non seulement la partie d’un mur compris entre deux fenêtres, mais également la tapisserie qui peut en garnir l’espace.
Huit entrefenêtres complètent la série des douze tapisseries des «Mois». Alors que celles-ci sont de format «mode paysage», ceux-là sont en «mode portrait», ou presque carrés. Leurs dimensions respectives sont variables, entre: 3 et 3,20 m (hauteur) et 1,50 et 3,15 m (largeur).
Y sont reproduites des scènes extraites des pièces principales. Quatre d’entre eux sont présentés ici:
|  | - 1re Entrefenêtre. château de Mariemont, 3,20 x 2,85 m.       |
|  | - 2e Entrefenêtre. château Neuf Saint-Germain, 3,20 x 3,10 m.  |
|  | - 3e Entrefenêtre. château Vieux Saint Germain, 3,25 x 3,15 m. |
|  | - 3e Entrefenêtre. château de Vincennes, 3,21 x 1,56 m.        |

## Création
Les tapisseries ont été réalisées par la manufacture des Gobelins de 1668 à 1683. Dix-neuf cartons (les  douze mois et sept entrefenêtres) sont de «l’invention de Charles Le Brun»; le vingtième (l’entrefenêtre du château vieux de Saint-Germain) a été dessiné par Adam François van der Meulen.
Sept peintres, sous la direction de Le Brun, ont retranscrit les dessins, chacun dans sa spécialité, soit par ordre alphabétique:
-Guillaume Anguier (1628-1708), pour les éléments d'architecture;
-Pieter Boel pour les animaux et les oiseaux;
-Jean Garnier pour les instruments de musique et les fleurs;
-Abraham Genoels et Adam François van der Meulen (ils travaillaient en collaboration), pour les petites figures, certaines résidences royales et les paysages (Madrid, Monceaux, Blois et Chambord);
-Jean-Baptiste Monnoyer, pour les fleurs et les fruits;
-Baudouin Yvart pour les grandes figures, les tapis de pieds et les rideaux.

## Utilisation
Deux tentures et des entrefenêtres ont servi d’ornement lors du sacre de Louis XV en 1722.
Au XIXe siècle, la tenture au complet (ou ses cartons) est exposée dans les salles des Résidences royales du musée de l'Histoire de France. L'ensemble des pièces est la propriété du Mobilier national.
Le château de Pau reçoit en 1853-1854 cinq grandes tapisseries et dix entrefenêtres pour le décor de ses salles, mais n'expose en 2025 que sept pièces dans un espace consacré, le couloir des Maisons royales, où sont présentés trois grandes tapisseries et cinq entrefenêtres.
Un exemplaire du Louvre-janvier, tapisserie tissée à huit reprises dans le dernier tiers du XVIIe siècle, n’appartenant pas à l’État, a été vendu aux enchères en 2019 chez Ader.